# ISO 3166-2:BJ
ISO 3166-2:BJ es el subconjunto para Benín del estándar ISO 3166-2, publicado por la Organización Internacional para la Estandarización (ISO) que define los códigos de las principales subdivisiones administrativas.
Actualmente para Benín, el estándar ISO 3166-2, está formado por 12 departamentos.
Cada código consiste en dos partes, separadas por un guion. La primera parte es BJ, el código ISO 3166-1 alfa-2 para Benín. La segunda parte son dos letras.

## Códigos actuales
Los nombres de las subdivisiones están listados según el ISO 3166-2 publicado por la "ISO 3166 Maintenance Agency" (ISO 3166/MA).
| Código | Nombre de la subdivisión (fr) |
| ------ | ----------------------------- |
| BJ-AL  | Alibori                       |
| BJ-AK  | Atakora                       |
| BJ-AQ  | Atlantique                    |
| BJ-BO  | Borgou                        |
| BJ-CO  | Collines                      |
| BJ-DO  | Donga                         |
| BJ-KO  | Kouffo                        |
| BJ-LI  | Littoral                      |
| BJ-MO  | Mono                          |
| BJ-OU  | Ouémé                         |
| BJ-PL  | Plateau                       |
| BJ-ZO  | Zou                           |